# Wisconsin Rapids
Wisconsin Rapids ist eine Stadt (mit dem Status „City“) und Verwaltungssitz des Wood County im US-amerikanischen Bundesstaat Wisconsin. Das U.S. Census Bureau ermittelte bei der Volkszählung 2020 eine Einwohnerzahl von 18.877.
Wisconsin Rapids liegt auf 44°24' nördlicher Breite und 89°50' westlicher Länge, erstreckt sich über 36,5 km2; 34,3 km2 davon Landfläche; am Wisconsin River auf einer Höhe von 306 Meter über dem Meeresspiegel.
Die nächstgelegenen größeren Städte sind Wausau (ca. 70 km nördlich), La Crosse (ca. 150 km südwestlich), Eau Claire (ca. 155 km westlich), Fond du Lac (ca. 155 km südöstlich) und Green Bay (ca. 155 km östlich). Madison, die Hauptstadt des Bundesstaates liegt ca. 170 km südlich und Chicago, die nächste Millionenstadt, liegt ca. 380 km südöstlich.

## Wirtschaft und Verkehr
Die Verso Corporation betreibt in Wisconsin Rapids eine Papierfabrik mit einer jährlichen Produktionskapazität von rund 540.000 Tonnen Papier.
Durch die Stadt führen die Wisconsin Highways 13, 34, 54 und 73. Am Nordrand der Stadt beginnt der Wisconsin Highway 66 und 20 km östlich verlaufen die Interstate 39 und der U.S. Highway 51 auf gleicher Trasse.
Die Stadt ist an das Streckennetz der Canadian National angebunden.
Der Central Wisconsin Airport liegt 50 Kilometer nördlich der Stadt.

## Geschichte
Die Anishinabe nannten das Gebiet Ad-dah-wah-gam („zweiseitige Stromschnellen“), da die Stromschnellen im Fluss durch eine große Gesteinsformation geteilt wurden. Obwohl die Europäer bereits 1830 begannen, das Gebiet zu besiedeln, ist der Name Wisconsin Rapids erst seit den 1920er Jahren gebräuchlich. Vorher gab es zwei durch den Wisconsin River getrennte Gemeinden Centralia und Grand Rapids. 1900 vereinigten sich diese Gemeinden zur Stadt Grand Rapids.
Die Stadt wurde 1920 in Wisconsin Rapids umbenannt, da es bei Post- und Warenlieferungen sehr oft Verwechslungen mit dem bekanntesten Ort Grand Rapids im Bundesstaat Michigan gab.

## Bevölkerung
Nach der Volkszählung im Jahr 2010 lebten in Wisconsin Rapids 18.367 Menschen in 8296 Haushalten. Die Bevölkerungsdichte betrug 535,5 Einwohner pro Quadratkilometer. In den 8296 Haushalten lebten statistisch je 2,17 Personen.
Ethnisch betrachtet setzte sich die Bevölkerung zusammen aus 92,2 Prozent Weißen, 0,7 Prozent Afroamerikanern, 1,0 Prozent amerikanischen Ureinwohnern, 3,7 Prozent Asiaten sowie 0,9 Prozent aus anderen ethnischen Gruppen; 1,5 Prozent stammten von zwei oder mehr Ethnien ab. Unabhängig von der ethnischen Zugehörigkeit waren 2,9 Prozent der Bevölkerung spanischer oder lateinamerikanischer Abstammung.
22,8 Prozent der Bevölkerung waren unter 18 Jahre alt, 57,4 Prozent waren zwischen 18 und 64 und 19,8 Prozent waren 65 Jahre oder älter. 52,2 Prozent der Bevölkerung war weiblich.
Das mittlere jährliche Einkommen eines Haushalts lag bei 37.150 USD. Das Pro-Kopf-Einkommen betrug 21.310 USD. 15,9 Prozent der Einwohner lebten unterhalb der Armutsgrenze.

## Bekannte Bewohner
- Ken Anderson (* 1976), Profiwrestler und Schauspieler, bekannt als „Mr. Anderson“,
- Bonnie Bartlett (* 1929), Schauspielerin,
- James Daly (1918–1978),  Schauspieler,
- Jidenna (* 1985), Rapper und Sänger,
- Philleo Nash (1909–1987), Professor, Anthropologe und Vizegouverneur von Wisconsin,
- Grim Natwick (1890–1990), Animator und Filmregisseur